# The Cliff
The Cliff est un terrain de sport dans Broughton, Greater Manchester qui a été utilisé au début par l'équipe de rugby à XIII des Broughton Rangers jusqu'en 1933. Le terrain est ensuite acheté par le club de football de Manchester United pour s'en servir comme terrain d'entraînement et le sera jusqu'en 1999, date où il est remplacé par le Trafford Training Centre de Carrington. Toutefois, il continue d'accueillir les matchs de l'équipe réserve des Red Devils, et est parfois utilisé par les Salford City Reds comme stade d'entrainement.

## Avant Manchester United
Au milieu du XIXe siècle, le terrain est d'abord utilisé par l'équipe locale de rugby à XIII de Broughton, les Broughton Rangers, et ceci jusqu'en 1898. À la suite de l'arrêt de l'équipe, le stade est reconverti en stade de cricket puis même en court de tennis. Ce n'est qu'en 1913 qu'une autre équipe de rugby à XIII : Rangers Broughton, reprend le stade pour son compte jusqu'à son déménagement en 1933. Le stade sera de nouveau abandonné jusqu'à son rachat par le club anglais de football : Manchester United.

## Centre d'entraînement de Manchester United
En mai 1938, le lieu est donc loué par le président du club mancunien, James William Gibson, pour certains entrainements du club et de son club junior le Manchester United Junior Athletic Club, qui l'utilise aussi pour ses matchs officiels. À la fin juin 1938, un bail est convenu avec le propriétaire de l'époque, le terrain ne sera propriété du club qu'en 1951. Jusqu'à la fin des années 1950, la première équipe de Manchester United s'entraîne sur le terrain d'Old Trafford, mais la direction du club décide que l'utilisation des terrains d'entraînements du Cliff devient nécessaire pour éviter de faire des dommages inutiles à la pelouse du premier. En 1952, The Cliff reçoit même des projecteurs pour les matchs de nuit avant Old Trafford, dont l'éclairage ne commencera qu'à partir de mars 1957.
À la fin du XXe siècle, Alex Ferguson, trouvant le terrain pas assez caché pour se protéger de la presse et des espions des adversaires ainsi que des supporters, demanda un nouveau centre d'entraînement. C'est ainsi que le club décida de construire un nouveau centre de formation à Carrington, à l'abri des regards indiscrets. L'équipe réserve ainsi que l'académie continue cependant d'y jouer ses matchs, et les équipes des plus jeunes joueurs du club, des féminines de moins de 16 ans ainsi que des équipes de jeunes handicapés,.
The Cliff fut même utilisé par l'équipe d'Angleterre de football comme camp d'entraînement avant les matches internationaux qui se tenaient à Old Trafford, le temps de la reconstruction du Wembley.